# Lasiurus pfeifferi
Lasiurus pfeifferi és una espècie de ratpenat de la família dels vespertiliònids. És endèmic de Cuba. El seu hàbitat natural probablement són els boscos. Es tracta d'un animal insectívor: es trobaren excrements d'un L. pfeifferi que només contenien escarabats. Està amenaçat pels huracans.